# Adriana Lima
Adriana Lima (Salvador, 12 juni 1981) is een Braziliaans model, vooral bekend als 'Angel' van Victoria's Secret, een term die gebruikt wordt voor modellen die de lingerielijn van Victoria's Secret helpen aanprijzen. Ook was zij van 2003 tot 2009 vertegenwoordigster van het merk Maybelline New York. Ze staat in de top 3 van best verdienende modellen ter wereld.

## Biografie
Lima is geboren in de noordelijke Braziliaanse stad Salvador. Vroeger werkte ze veel aan haar studie om dokter te worden. In deze periode werd ze door velen aangemoedigd om model te worden, alleen vond ze zichzelf niet mooi genoeg. Toch deed ze later mee aan een modellencompetitie en op haar vijftiende veroverde ze de eerste plaats in de Supermodel of the World-competitie van Ford, het daar opvolgende jaar werd ze tweede. Lima kreeg hierna een contract aangeboden van Elite Model Management in New York.

### Victoria's Secret
Lima is waarschijnlijk het meest bekend van haar werk voor lingeriemerk Victoria's Secret. Haar eerste modeshow liep ze in 1999 en sinds ze ook gecontracteerd is als "Angel" vanaf 2000, heeft ze op verschillende shows gestaan. De jaren 2003, 2007, 2008 en 2012 heeft ze daarnaast ook de Victoria's Secret-show geopend. Lima heeft verschillende tv-spotjes gemaakt, waaronder de "Angel in Venice"-reclame van 2003 met Bob Dylan en haar Super Bowl XLII-spot. Die werd die avond gezien door 103,7 miljoen kijkers. In 2008 presenteerde ze het programma "What is Sexy?" voor het E! Entertainment Network. Aan het einde van 2008 droeg ze tijdens de Victoria's Secret-modeshow de "Fantasy Bra", die meer dan 1 miljoen euro kostte. Daarnaast lanceerde ze in 2009 een nieuwe make-up-lijn "Christian Siriano for VS Make-up". In de Victoria's Secret Fashion Show 2014 droeg ze een van de twee Fantasy Bra's ter waarde van 2 miljoen dollar.

### Privéleven
Lima trouwde op 14 februari 2009 met de Servische NBA-speler Marko Jarić. Ze hebben samen twee dochters. In 2014 werd bekend dat ze gingen scheiden; de scheiding werd in maart 2016 afgehandeld. Met haar huidige partner heeft ze een zoon.

## Fotogalerij

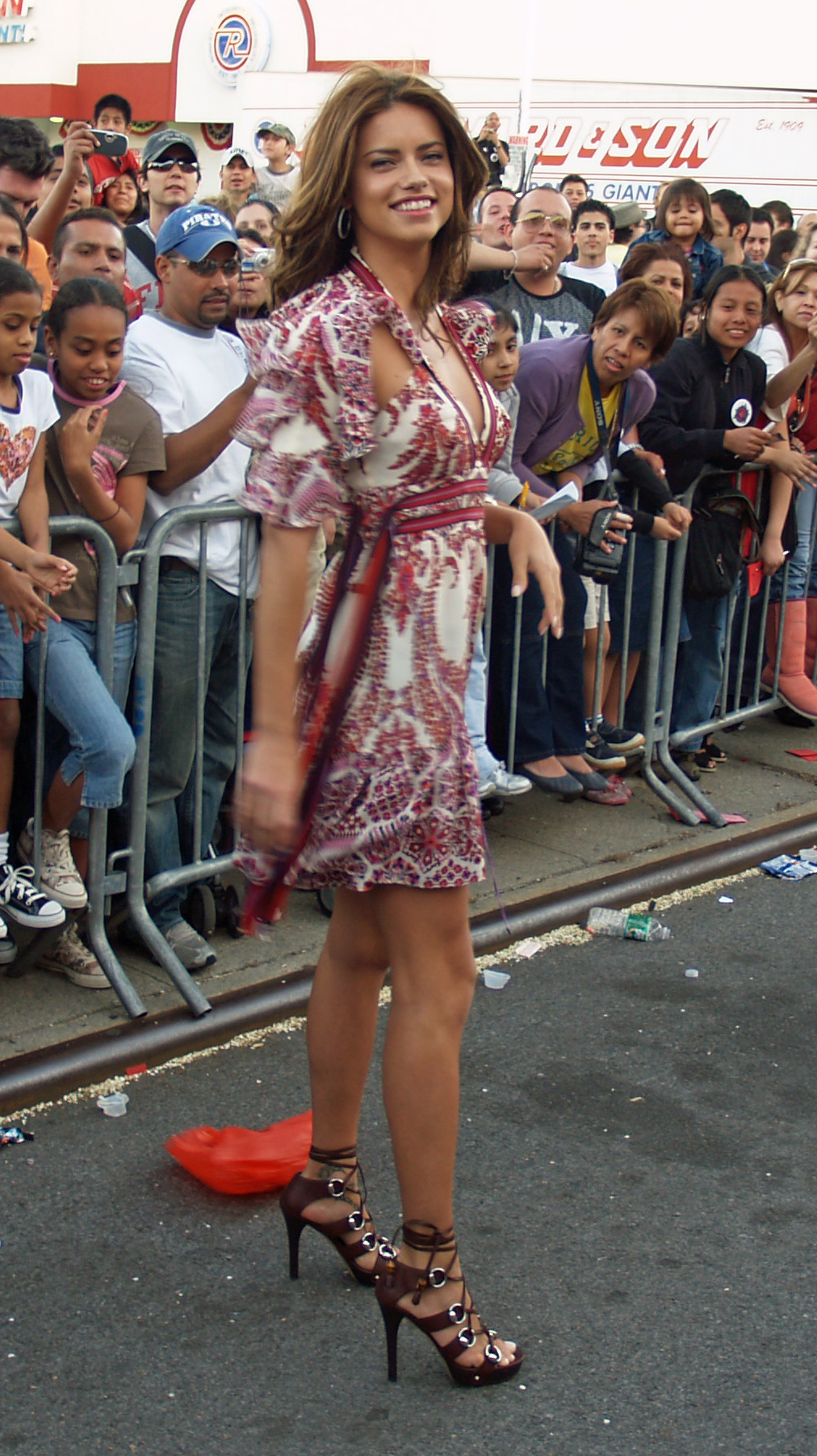
Adriana Lima in 2007
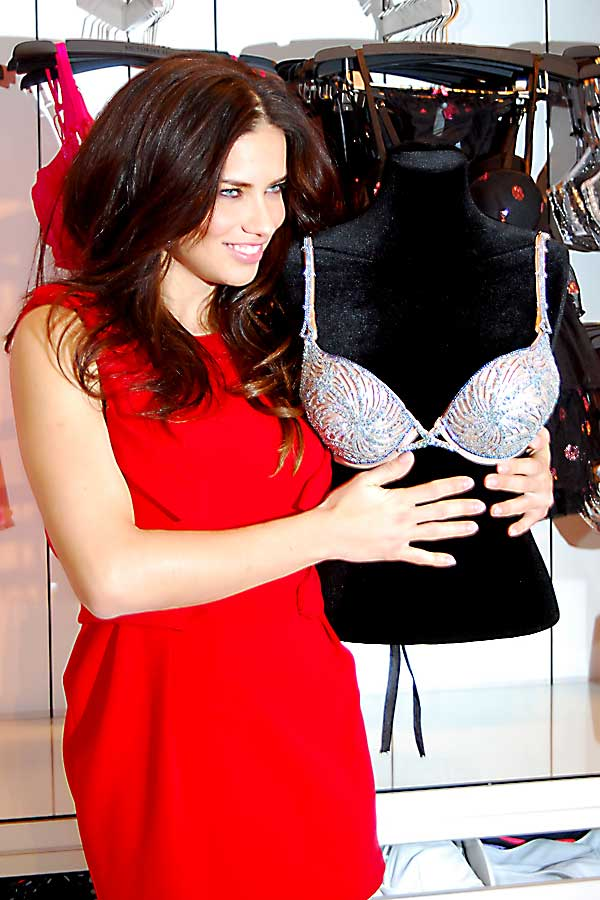
Adriana Lima in 2010

- Library of Congress Control Number: no98126096
- Virtual International Authority File: 29157939
- WorldCat: E39PBJmXKPYBwDMY8QgcFr9MT3